# Another Place and Time
Another Place and Time è il quattordicesimo album in studio della cantautrice statunitense Donna Summer, pubblicato nell'aprile del 1989 per l'etichetta Atlantic Records.

## Descrizione
Another Place and Time fu il primo album per la Atlantic dopo la fine del contratto con la Geffen Records.
Tutti i brani furono composti, prodotti ed arrangiati dal trio Stock, Aitken & Waterman.
| Recensione | Giudizio |
| ---------- | -------- |
| AllMusic   |          |

## Tracce
Lato A
Testi e musiche di Stock, Aitken & Waterman.
1. I Don't Wanna Get Hurt – 3:28
2. When Love Takes Over You – 4:13
3. This Time I Know It's for Real – 3:38
4. The Only One – 3:55
5. In Another Place And Time – 3:22

Lato B
1. Sentimental – 3:11
2. Whatever Your Heart Desires – 3:52
3. Breakaway – 4:04
4. If It Makes You Feel Good – 3:45
5. Love's About to Change My Heart – 4:03

## Classifiche
| Classifica (1989) | Posizione massima |
| ----------------- | ----------------- |
| Germania          | 49                |
| Paesi Bassi       | 29                |
| Regno Unito       | 17                |
| Stati Uniti       | 53                |
| Stati Uniti R&B   | 71                |
| Svezia            | 16                |
| Svizzera          | 23                |